# Герард ван Батенбург
Герард ван Батенбург (на немски: Gerard van Batenburg; * ок. 1235; † 1290) от фамилията Батенбург, е господар на замък Батенбург в Гелдерланд, Нидерландия. От него произлиза род Бронкхорст-Батенбург.

## Произход
Той е син на Флорис ван Батенбург (* ок. 1205).

## Фамилия
Герард ван Батенбург се жени ок. 1262 г. за графиня Мабелия фон Мьорс (* ок. 1240; † 1270), дъщеря на граф Дитрих I фон Мьорс († сл. 1260) и съпругата му Елизабет фон Алтена-Изенбург († сл. 1275), дъщеря на Фридрих фон Изенберг († 1226) и София фон Лимбург († 1227). Те имат един син:
- Дирк IV фон Батенбург (* ок. 1265; † 1311), женен за Мехтилд и има две дъщери:
  - Рихардис фон Батенбург († сл. 1360), омъжена за Йохан фон Баер († сл. 1330)
  - Йохана фон Батенбург († 28 ноември 1351), омъжена ок. 1297 г. за Вилхелм III фон Бронкхорст († 25 септември 1328), родители на Гизберт V фон Бронкхорст († 1356), господар на Бронкхорст (1328 – 1356) и Батенбург (1351 – 1356)

## Галерия
- Батенбург, 1674 
(J. de Grave)
- Замък Батенбург, руина 2015